# Alexandre de Córdova
Alexandre Francisco Ferreira, conhecido como Alexandre de Córdova (Santo Tirso, 11 de novembro de 1896 - 1969) foi um advogado e poeta português. Cursou Direito nas Universidades de Coimbra e de Lisboa.
Encontra-se colaboração literária da sua autoria na revista Atlântida (1915-1920)